# The Book of Margery Kempe
The Book of Margery Kempe é uma obra literária medieval atribuída a Margery Kempe, uma mística cristã inglesa e peregrina que viveu na virada do século XV. O texto detalha a vida de Kempe, suas viagens, alegadas experiências com revelações divinas (incluindo suas visões de interação com Jesus e e outras figuras bíblicas), e sua presença em alguns dos principais eventos bíblicos, como Nascimento de Jesus e a Crucificação de Jesus.